# Імператриця Ваньжун
Гобуло Ваньжун (також Вань Жун; кит.: 婉容皇后; нар. 13 листопада 1906, Маньчжурія — пом. 20 червня 1946, Яньцзи) — остання імператриця Китаю з династії Цін (1922—1924); імператриця Маньчжоу-Го (1934—1945). Даурка за національністю.

## Ранні роки
Гобуло Ваньжун була донькою міністра внутрішніх справ цінського уряду і глави одного з найбагатших кланів Маньчжурії. Вона навчалася в американській місіонерській школі в Тяньцзіні, одержавши християнське ім'я Елізабет.
У віці 17 років Вань Жун була обрана серед низки фотографій у конкурсі майбутньої дружини імператора Сюаньтуна (Пуї) і переїхала до Забороненого міста. Їх весілля відбулося, коли Пу І досяг повноліття. Попри те, що імператор прийняв наречену, він ніколи не любив її, віддаючи перевагу дружині наложницю Вень Сю.
Шлюб Пу І та Вань Жун був бездітним. Ба більше, деякі історики вважають, що між ними взагалі не було сексуальної близькості. Враховуючи те, що від наступних п'яти дружин Пу І також не мав дітей, велика ймовірність того, що це він був безплідний. Ба більше, коли Пу І жив в Чанчуні як маріонетковий імператор Маньчжоу-Го, ходили чутки про його захоплення молодими хлопчиками.
Ще в підлітковому віці Вань Жун стала вживати опіум, слідуючи моді того часу: куріння опіуму серед китайських дівчат аристократичного походження було звичайним явищем.
У 1924 році молоді імператор та імператриця, змушені були втекти із Забороненого міста. Вони переїхали до Тяньцзіня, де влаштувалися під захистом японської концесії. Тут стосунки подружжя погіршилися ще в більшій мірі. Вань Жун ставилася до чоловіка з презирством. Відомо, що у неї був роман з японською розвідницею китайського походження Йосіко Кавасімою, яка була відома своїми лесбійськими нахилами.

## Маньчжоу-го
У березні 1932 року Пу І, отримавши з боку японської влади пропозицію очолити новостворену маньчжурську маріонеткову державу Маньчжоу-Го, переїхав з дружиною до Чанчунь, який був перейменований у Сіньцзін. Палац, в якому стала жити імператорська родина, був побудований росіянами. Відносини між Вань Жун і Пу І залишалися напруженими: імператриця жила в окремій кімнаті, рідко трапезувала разом з чоловіком і приділяла йому вкрай мало уваги. Навіть після переїзду до нового розкішного палацу, побудованого спеціально для імператорської родини, Вань Жун продовжувала спати в окремому приміщенні. У цей момент її захоплення опієм досягло своєї межі: імператриця брала близько двох грамів опіуму щодня — величезна кількість — в період між липнем 1938 року і липнем 1939 року.
Ходили чутки, що в 1940 році імператриця завагітніла від свого особистого водія. Тоді, згідно з легендою, Пу І запропонував водієві гроші в обмін на від'їзд з Сіньцзіна, а дівчинку, народжену Вань Жун, наказав убити шляхом смертельної ін'єкції. Існує також версія, згідно з якою імператор кинув дитину у вогонь.

## Арешт та смерть
У ході евакуації з Маньчжоу-Го під час радянсько-японської війни в 1945 році Пу І не подбав про порятунок дружини та однієї із своїх наложниць, пославшись на те, що радянські солдати навряд чи зачеплять їх під час окупації. Тоді Вань Жун, дружина її дівера Сага Хіро і ще декілька людей спробували втекти до Кореї, але по дорозі були заарештовані китайськими комуністами в січні 1946 року. У квітні вся група біженців була переведена до поліцейської дільниці в місті Чанчунь, а згодом в Цзілінь. Під час бомбардувань останнього військами Чан Кайші арештантів переправили до в'язниці міста Яньцзи.
Колишня імператриця Вань Жун померла у в'язниці Яньцзи у червні 1946 року від недоїдання і наслідків зловживання опіумом у віці 39 років.
У жовтні 2006 року молодший брат Вань Жун організував перепоховання останків сестри в Західній гробниці Цін, де покояться також імператори Їньчжень, Цзяцін, Даогуан та Гуансюєм.

## Зображення

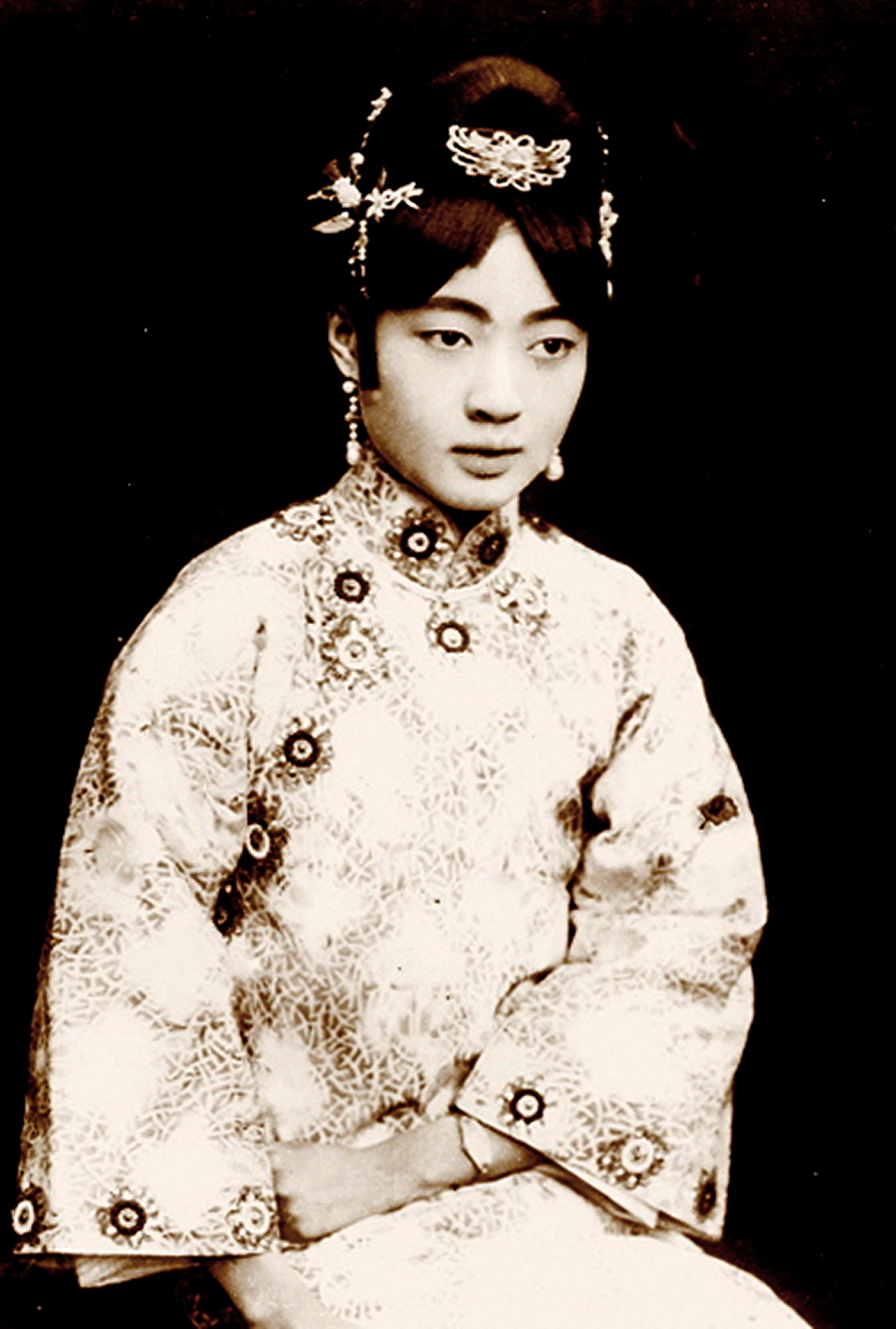
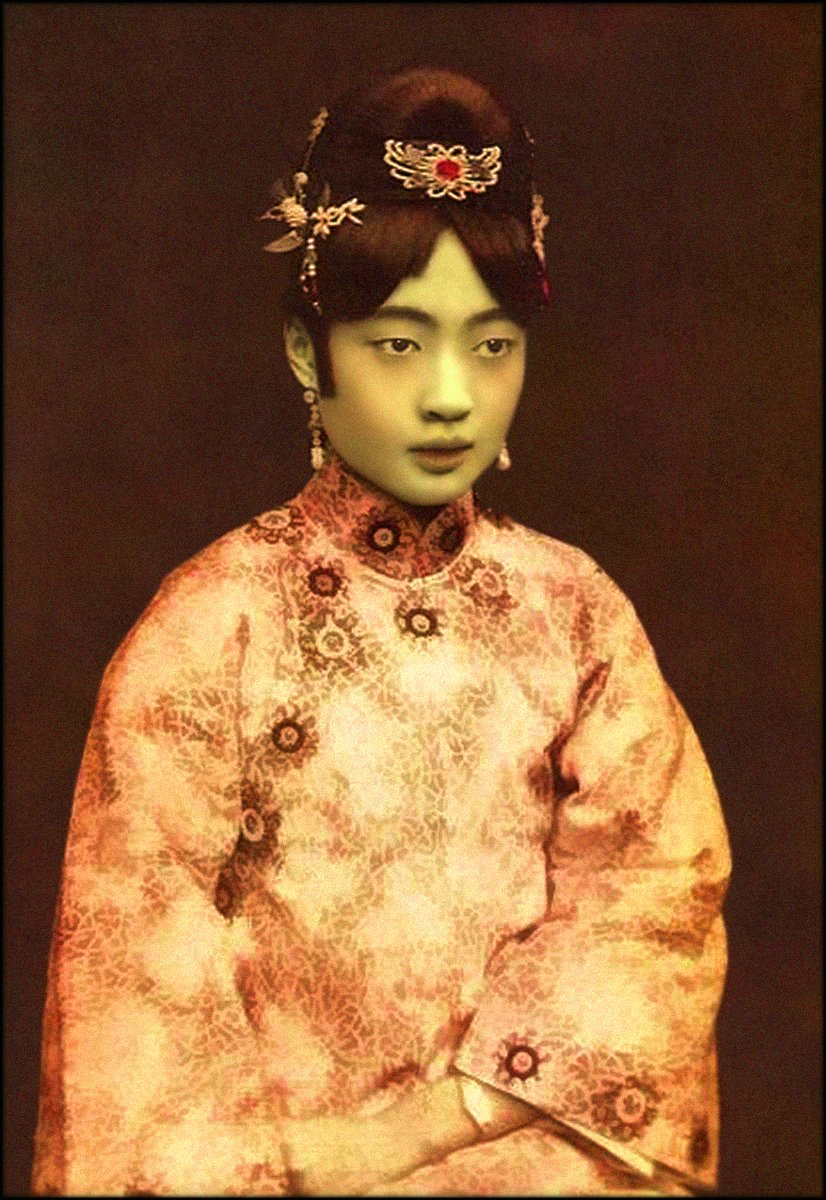
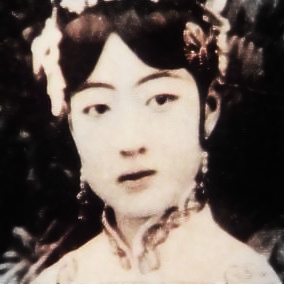
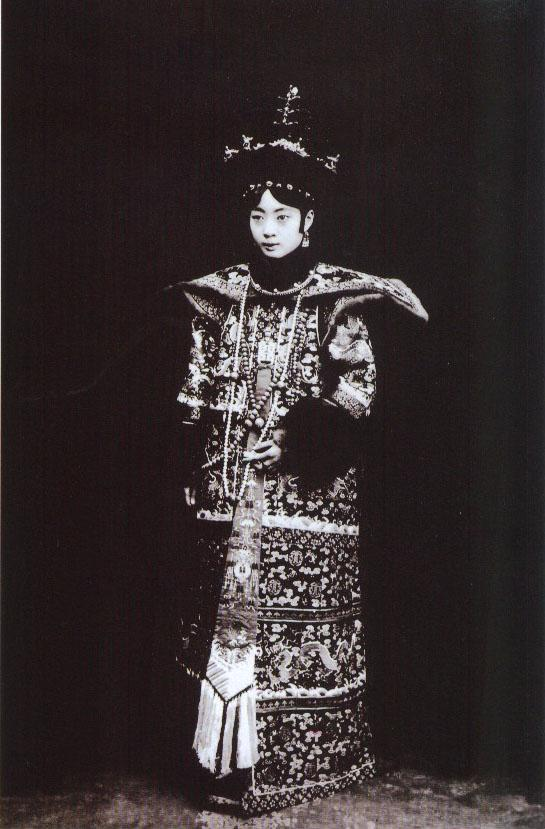
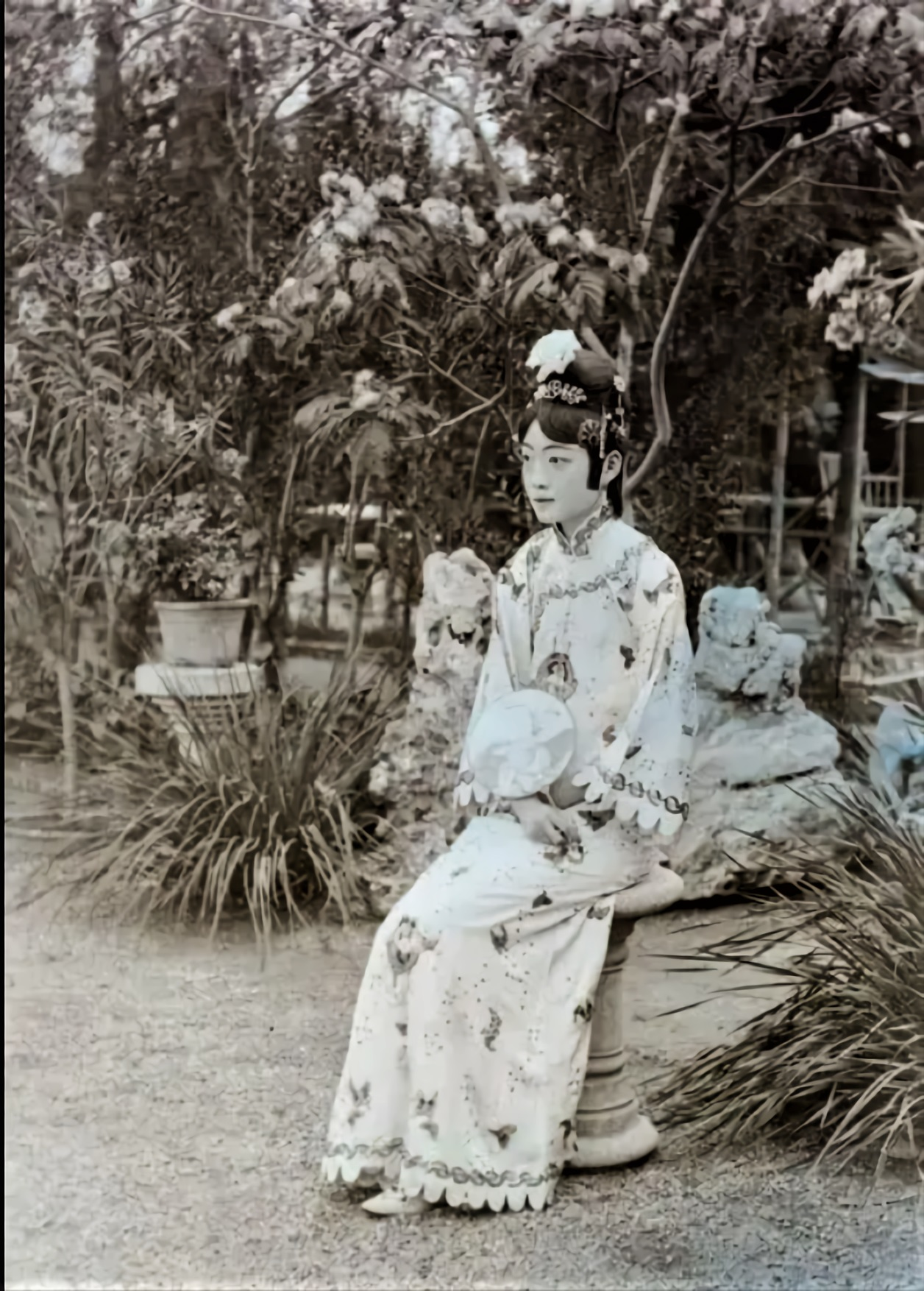
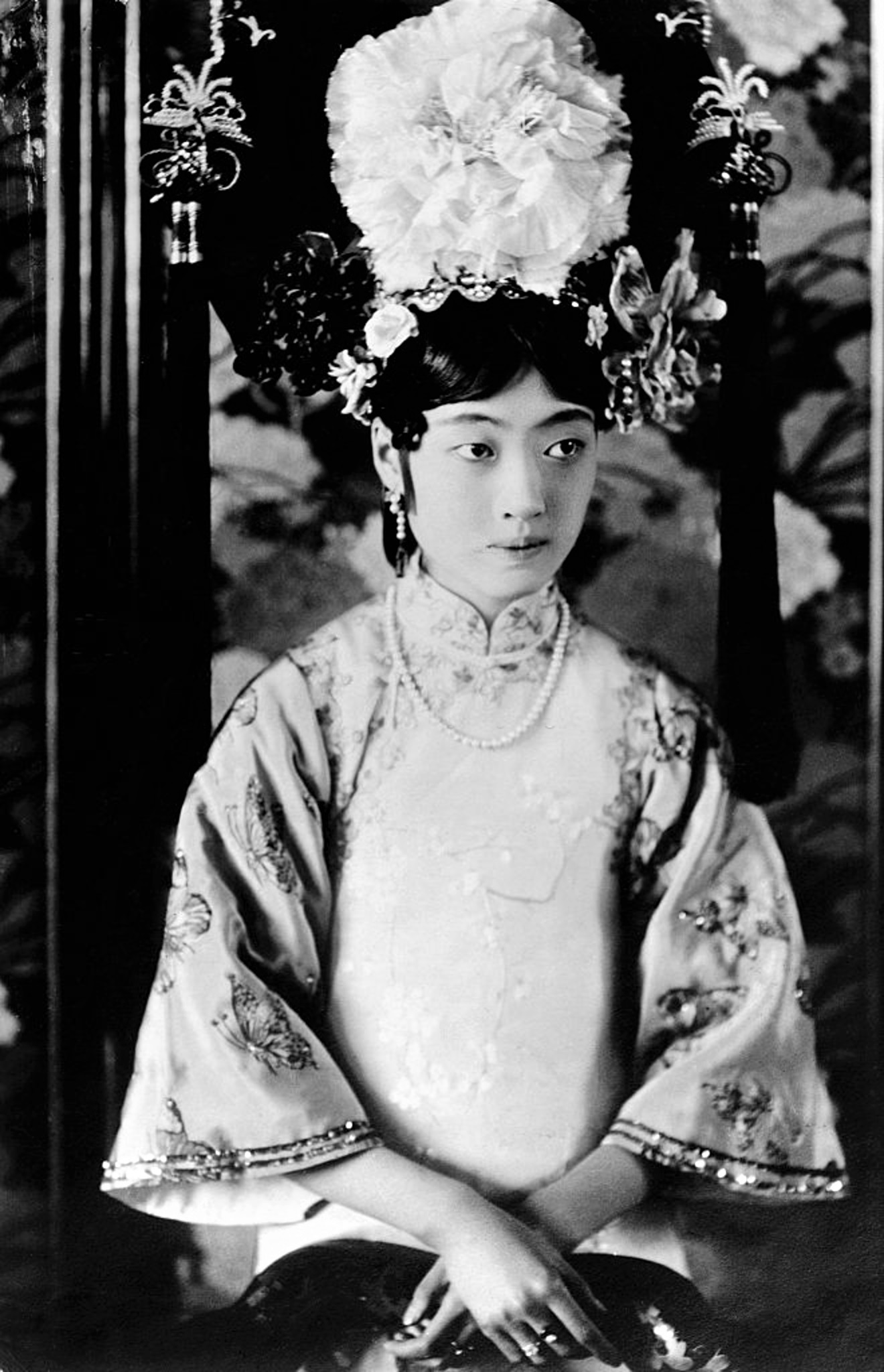
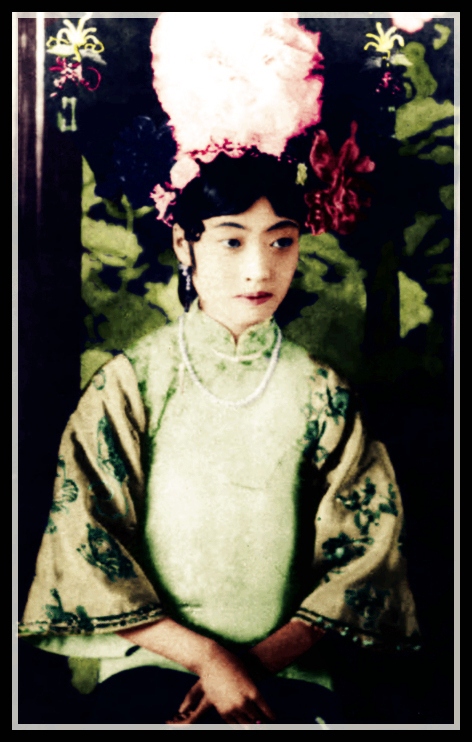
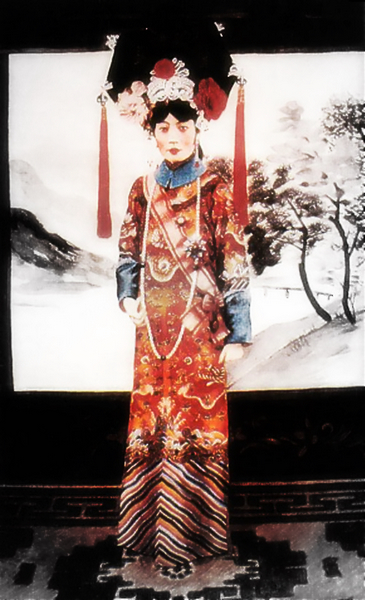

## В культурі
- Фільм «Останній імператор» (1987)